# Chromophyte
Le terme chromophyte désigne un grade évolutif paraphylétique regroupant tous les organismes du règne Chromista possédant de la chlorophylle-c, c'est-à-dire ceux qui ont conservé leur chloroplaste à quatre membranes résultant de l'endosymbiose secondaire d'une algue rouge. Cette notion sert à contraster cet état ancestral par rapport aux groupes de chromistes non-photosynthétiques qui ont indépendamment perdu leurs chloroplastes (Rhizaria, Ciliophora, Pseudofungi, Heliozoa).